# 洼堤镇
洼堤镇，是中国内蒙古自治区呼伦贝尔市扎兰屯市下辖的一个乡镇级行政单位。

## 行政区划
洼堤镇共辖以下地区：
幸福居委会、边北村、泥沙河村、哈多河村、罕达罕村、太阳坡村、合兴村、色吉拉胡村、孤山子村、铁矿村、青山村、德格吉勒胡村。